# Ui (dwuznak)
Dwuznak występujący w języku niderlandzkim. Oznacza w nim samogłoskę zaokrągloną, wymawianą [œy]. Nie ma odpowiednika w języku polskim. Jego przybliżona wymowa to ay, lub ał (pierwsza forma wymowy jest jednak bliższa oryginałowi). Nie należy go wymawiać jako uj czy oj, jednak wiele osób tak robi, głównie z powodu nieświadomości z dużych różnic w wymowie języka niderlandzkiego i niemieckiego. Alternatywne formy zapisu tego dwuznaku to uy i uij, czytane w dokładnie ten sam sposób co ui.